# Rhacophorus fasciatus
Espèce
Synonymes
- Rhacophorus shelfordi Boulenger, 1900

Statut de conservation UICN

 LC  : Préoccupation mineure
Rhacophorus fasciatus est une espèce d'amphibiens de la famille des Rhacophoridae.

## Répartition et habitat
Cette espèce est endémique du nord de Bornéo. Elle se rencontre jusqu'à 200 m d'altitude :
- en Malaisie orientale dans l'État du Sarawak ;
- en Indonésie au Kalimantan ;
- au Brunei.

Elle vit uniquement dans la forêt tropicale humide primaire.

## Description
Rhacophorus fasciatus mesure environ 55 mm. Son dos est brun roux clair avec de petites taches brunes et six rayures brunes, la première sur le museau, la deuxième entre les yeux et la troisième, plus large, entre les oreilles.

## Publication originale
- Boulenger, 1895 : Descriptions of Four new Batrachians discovered by Mr. Charles Hose in Borneo. Annals and Magazine of Natural History, ser. 6, vol. 16, p. 169-170 (texte intégral)